# Postać senna
Postać senna – postać obecna we śnie, z którą najczęściej śniący może, świadomie lub nie, nawiązać kontakt. Pojawiają się one w znaczącej większości snów i na ogół zachowują się logicznie; prowadzą rozmowy, zdają się odczuwać emocje i dążyć do określonych celów, niezależnie od osoby doświadczającej snu. Według Paula Tholey'a powinno zakładać się, że mają one własną świadomość.
Postacie senne praktycznie zawsze wywołują w śniącym emocje.

## Zachowanie
Postacie senne bywają zarówno dobrze jak i źle usposobione względem śniącego. Mogą oferować mu pomoc, wsparcie lub wręcz wyrządzać szkody. Co więcej, niekiedy współpracują z postacią śniącego, stwarzają dla niej sytuacje kłopotliwe albo samemu napotykają problemy.
W śnie przedświadomym często odwodzą śniącego od stwierdzenia, że znajduje się we śnie, jednak nieraz mu to dobrowolnie uświadamiają (co wskazuje na to, że stają się świadome przed śniącym).

## Pochodzenie
Istnieje wiele teorii dotyczących pochodzenia postaci sennych. Niektórzy naukowcy sugerują, że są one częścią lub odbiciem samopostrzegania śniącego, natomiast inni twierdzą, iż stanowią pierwowzory jego alter ego.

## Umiejętności
Badania wykazują, że podczas świadomego snu postacie senne są w stanie, po uprzednim poproszeniu, pisać, rysować, podawać rymy do określonych słów, wypowiadać nieznane wcześniej śniącemu słowa, lecz mają problemy z wykonywaniem działań arytmetycznych (zwłaszcza gdy ich wynik przekracza 20) oraz z rozwiązywaniem zagadek logicznych, choć nieco częściej podają właściwy wynik przy mnożeniu i dzieleniu niż przy dodawaniu i odejmowaniu.
Gdy spytane o przechytrzenie postaci śniącego, odznaczają się zaskakującym sprytem.
Czasami postacie senne wydają się dysponować wiedzą z poprzednich snów, w jakich wystąpiły, a ponadto udzielać śniącemu informacji z życia na jawie, które zapomniał.